# Kevin Ayers

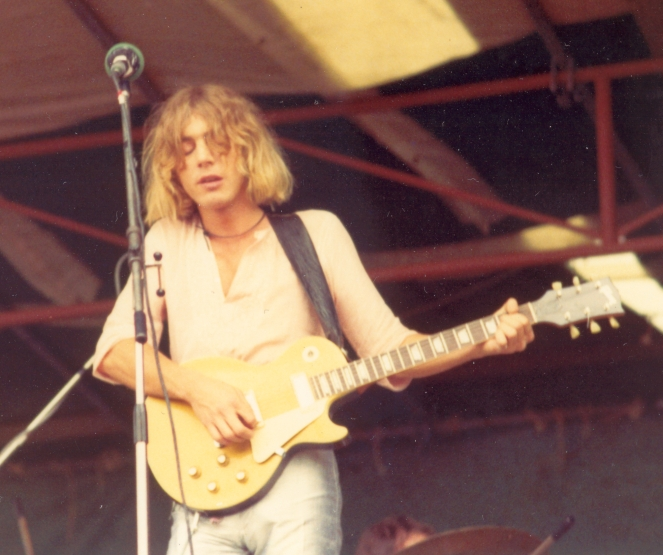
Kevin Ayers (1974)

Kevin Ayers (* 16. August 1944 in Herne Bay, Kent; † 18. Februar 2013 in Montolieu, Languedoc-Roussillon, Frankreich) war ein britischer Musiker (Songwriter, Sänger, Gitarrist, Bassist).

## Leben und Wirken
Ayers war der Sohn des Radio-Produzenten Rowan Ayers, der bei der BBC die Sendung The Old Grey Whistle Test initiierte (bevor er 1974 zu ABC wechselte). Nach der Trennung seiner Eltern verbrachte Kevin Ayers den größten Teil seiner Kindheit bei seiner Mutter in Malaysia.
Mit zwanzig Jahren kehrte er nach England zurück, wo er ein Internat besuchte und in seiner Collegezeit Mitglied der Canterbury Scene wurde und bei den Wilde Flowers sang. Ab 1966 war er Bassist der Artrockband Soft Machine. 1968 stieg er aus und schrieb Songs, um eine Solokarriere zu starten. 1970 war er Gründer und Chef der Band The Whole World, in der unter anderem Mike Oldfield mitspielte. Später arbeitete er mit Musikern wie dem Komponisten David Bedford, dem Saxophonisten Lol Coxhill, Brian Eno, John Cale, Robert Wyatt und Nico zusammen. Ayers’ wichtigster und längster musikalischer Weggefährte war der britische Gitarrist Ollie Halsall (zuvor bei Timebox und Patto), der auf einigen Alben als Musiker oder Arrangeur auftaucht. Halsall lebte ebenfalls einige Zeit in Spanien, wo er 1992 mit 43 Jahren an einem Herzinfarkt infolge einer Drogen-Überdosis starb. Zuletzt hatte er mit Ayers das Album Still Life With Guitar aufgenommen. Shooting at the Moon wurde in die Wireliste The Wire’s „100 Records That Set the World on Fire (While No One Was Listening)“ aufgenommen.
Nachdem er lange in Spanien gelebt hatte, kehrte Kevin Ayers Mitte der 1990er nach England zurück und lebte zuletzt in Südfrankreich, wo er im Februar 2013 im Alter von 68 Jahren starb. Er hinterließ drei Töchter, Rachel, Galen und Annaliese, von denen sich Rachel und Galen ebenfalls als Musikerinnen betätigen.

## Diskografie

### Studio-Alben
- 1969 Joy of a Toy (Wiederveröffentlichung, mit 5 Bonustracks, 2003)
- 1970 Shooting at the Moon (Wiederveröffentlichung, mit 4 Bonustracks, 2003)
- 1972 Whatevershebringswesing (Wiederveröffentlichung, mit 4 Bonustracks, 2003)
- 1973 Bananamour (Wiederveröffentlichung, mit 4 Bonustracks, 2003)
- 1974 The Confessions of Dr. Dream and Other Stories (Wiederveröffentlichung, mit 7 Bonustracks, 2009)
- 1975 Sweet Deceiver
- 1976 Yes We Have No Mananas (Wiederveröffentlichung, mit 9 Bonustracks, 2009)
- 1978 Rainbow Takeaway
- 1980 That's What You Get Babe
- 1983 Diamond Jack and the Queen of Pain
- 1984 Deià...Vu
- 1986 As Close As You Think
- 1988 Falling Up
- 1992 Still Life with Guitar (Wiederveröffentlichung, mit 3 Bonustracks, 2002)
- 2007 The Unfairground

### Live- und Sessions-Alben sowie Kompilationen
- 1974 June 1, 1974 (Live-Album)
- 1976 Odd Ditties (Singles und Raritäten)
- 1990 The Kevin Ayers Collection
- 1992 Document Series Presents Kevin Ayers
- 1992 BBC Radio 1 - Live In Concert 1972
- 1996 Singing The Bruise - BBC-Sessions 1970-72
- 1996 First Show In The Appearance Business - BBC-Sessions 1973-76
- 1998 Ayers and Archibald in Banana Follies 1972–1976
- 1998 Too Old To Die Young (Live 1972/75/76)
- 1999 Turn The Lights Down (Live in London 1995)
- 2004 Alive in California
- 2005 The BBC-Sessions 1970–1976
- 2007 Hyde Park Free Concert 1970 (Kevin Ayers and The Whole World)
- 2008 Songs For Insane Times (An Anthology 1969–1980)
- 2008 What More Can I Say... (Reel Recordings)
- 2022 Looking For Amusement [Live, Netherlands '70] (2022)
- 2024 All This Crazy Gift of Time – The Recordings 1969–1973 (9 CDs + BluRay)

### Kollaborationen
- 2017 The Happening Combo (mit Lady June und Ollie Halsall)